# Amateurboxen (olympisches Boxen)
Amateurboxen oder olympisches Boxen ist eine Form des Boxens. Die größte Wettkampfveranstaltung ist neben den Boxweltmeisterschaften das Boxen bei den Olympischen Spielen. In diesem Artikel wird der Ausdruck Amateurboxen verwendet.

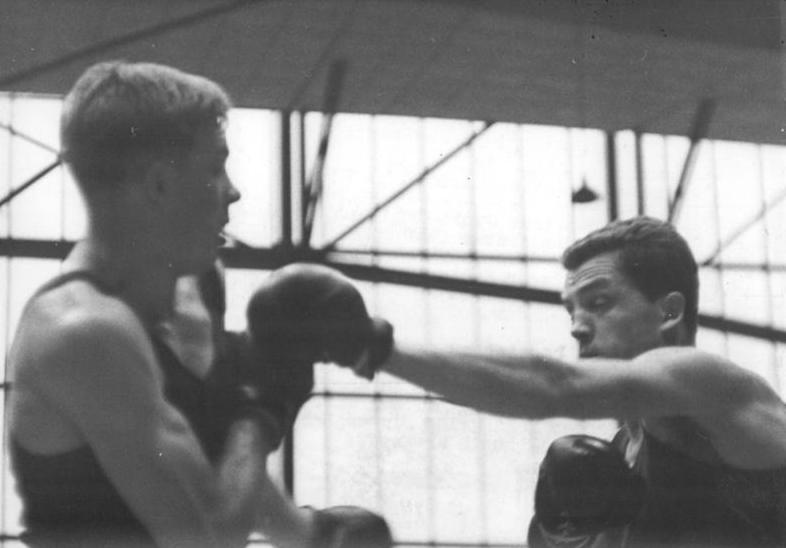
Olympisches Boxen

Amateurboxen ist eine der ältesten olympischen Disziplinen. Es ist eine vom Internationalen Olympischen Komitee zugelassene olympische Sportart (olympisches Boxturnier) und wird weltweit von den der Association Internationale de Boxe Amateure angeschlossenen Landesverbänden, Unterverbänden und angeschlossenen Boxvereinen im Bereich Breiten-, Leistungs- und Spitzensport betrieben.
Amateurboxen wird lokal, national und international bei Turnieren und Meisterschaften veranstaltet. Es ist Sportart bei den Olympischen Spielen und besitzt eigene Welt- und Europameisterschaften (Frauen/Männer/Jugend).
Der Weltverband ist die Association Internationale de Boxe Amateure (AIBA), in Europa ist es die European Boxing Confederation (EUBC). In Deutschland ist der Dachverband der Deutsche Boxsport-Verband (DBV). Das olympische Boxen unterscheidet sich vom Profiboxen in zahlreichen Punkten und Auflagen. Die Ausbildung im Bereich Leistungs- und Spitzensport besitzt ausschließlich Amateurstatus.

## Begriff
Begriff olympisches Boxen steht nicht allein für die Teilnahme bei den Olympischen Spielen, sondern bezieht sich auf die Ausbildung von Amateurboxern, die in einem eingetragenen Verein unter dem Dachverband des DBV und den dafür geschulten Trainern in dieser Sportart in den Wettkampfsport geführt werden. Jeder Amateurboxer in Deutschland betreibt somit das olympische Boxen. Für die Teilnahme an den Olympischen Spielen muss ein Boxanfänger etwa 10–12 Jahre aktiv boxen, Erfolg haben, hat sich dann als Kaderboxer in Olympiastützpunkten vorzubereiten, muss sich qualifizieren und z. B. auch die Dopingregeln (NADA / WADA) einhalten.
Deutschland zählt derzeit nicht mehr zur Weltklasse im olympischen Boxen.

## Geschichte
Die ersten nachgewiesenen Faustkämpfe von Menschen fanden bereits ca. 3000 v. Chr. in Ägypten statt. In den darauf folgenden zweitausend Jahren breitete sich das Boxen dann weiter regional aus.
Bei den Olympischen Spielen fanden spätestens ab 688 v. Chr. Faustkämpfe statt.
Die Anfänge des modernen Boxens finden sich in England. Im Jahre 1681 gab es den ersten belegten Kampf. Seit 1698 wurden in London regelmäßige Boxkämpfe durchgeführt. Dabei wurden die Fäuste noch nicht bandagiert, sondern lagen, zumindest die Knöchel, frei. 1838 wurden dann diese Regeln modifiziert. Es gab nun einen Boxring, und das Bandagieren der Hände wurde erlaubt, um Verletzungen zu vermindern.
1867 wurden die bestehenden Regeln dann von einem Freund des Marquess of Queensberry so geändert, dass daraus die ersten Wettkampfbestimmungen für das Boxen mit Boxhandschuhen, die sog. Queensberry-Regeln, hervorgingen.
Später wurden insbesondere die Bestimmungen für Niederschläge, KOs und Kampfentscheidungen verbessert. Bei den Olympischen Sommerspielen 1904 feierte der Boxsport dann seine Premiere als olympische Sportart der Neuzeit.
Bei den Olympischen Sommerspielen 2012 durften erstmals Frauen beim olympischen Boxturnier teilnehmen.
Für die Olympischen Sommerspiele 2020 (verlegt auf 2021) entzog das Internationale Olympische Komitee die Ausrichtung des olympischen Boxturniers der Association Internationale de Boxe Amateure und übernahm sie selbst. Die Begründung lag in einer Diskrepanz in der personellen Leitung der Association Internationale de Boxe Amateure, die gerügt wurde.

## Regelwerk
Das Amateurboxen untersteht in Deutschland den Wettkampfbestimmungen des DBV und u. U. denen des jeweiligen Landesverbandes. Bestimmungen können, im Einzelfall, bei einem Turnier nur durch den Supervisor aufgehoben bzw. abgeändert werden. Die AIBA gibt als übergeordnetes Organ Bestimmungen und Empfehlungen aus.
Bei einem Boxkampf sind nur Schläge erlaubt, die mit einer vorbestimmten Trefferfläche des Boxhandschuhs (imaginär) ausgeführt werden. Das Treffen z. B. mit der Innenhand etc. führt zu Ermahnungen, zu einer Verwarnung und Punktabzügen und im wiederholten Fall zur Disqualifikation. Ein regulärer Schlag ist dann ausgeführt, wenn der Schlag auf der Vorderseite des Kopfes, seitlich, dem vorderen und seitlichen Körper bis zur Gürtellinie oder auf den Armen landet.
Schläge unter die Gürtellinie sind verboten. Schläge auf die Arme oder auf den Handschuh werden von den Punktrichtern nur als Hilfspunkte, Aktivität gewertet. Klammern stellt einen Regelverstoß dar, der aber in der Regel geduldet wird. Allerdings muss ein Ringrichter, um einen vernünftigen Kampfablauf zu gewährleisten, immer wieder dies unterbinden. Das Regelwerk umfasst weitere, zahlreiche Bestimmungen, um das olympische Boxen sicher zu machen, fair und sportlich.
Der Boxring ist quadratisch und hat eine Kantenlänge von 4,90 m – 6,10 m. Ein Wettkampf Hochring AIBA hat in der Regel eine Kantenlänge von 6,10 m. Der Kampfbereich wird von drei oder vier Seilen umspannt, die jeweils drei bis fünf Zentimeter stark sind und in den Höhen 40 – 80 – 130 Zentimeter (bei drei Seilen) oder 40 – 75 – 105 – 135 Zentimeter (bei vier Seilen) angeordnet sind. Der Trittbereich außerhalb der Seile muss mindestens 50 Zentimeter breit sein. Der Ringboden ist elastisch und mit einer Ringplane bespannt. Die Ringecken sind mit Eckpolster geschützt. Es gibt eine blaue und rote Ecke für die Wettkämpfer und zwei neutrale Ecken, weiß. Das Wort „Ring“ in Boxring kommt von den Zuschauern, die sich früher kreisförmig um die Boxer gestellt hatten und existiert in dieser Bedeutung seit dem 14. Jahrhundert.
Im olympischen Boxen werden die Athleten heute nach Alters- / Gewichts- und Leistungsklasse eingeteilt.
Auszug Wettkampfbestimmungen (WB)
§11 Altersklassen
1. Die Boxer werden in folgende Altersklassen eingeteilt: Schüler (U13), Kadetten (U15), Junioren (U17), Jugend (U19) Frauen und Männer.
2. Stichtag ist jeweils das Kalenderjahr (31. Dezember des Vorjahres)
§12 Leistungsklassen
1. Hat ein Boxer weniger als 7 Siege errungen, so zählt er zur Leistungsklasse C.
2. Hat ein Boxer bis zu 14 Siege, so zählt er zur Leistungsklasse B.
3. Hat ein Boxer über 14 Siege, so zählt er zur Leistungsklasse A.
4. Boxer, die älter als 18 Jahre (Stichtag ist der 31.12. des vorherigen Kalenderjahres) sind und mehr als 25 Siege haben oder den DBV international vertreten, gehören zur Elite.
§19 Gewichtsklassen
1. Die 9 Gewichtsklassen für Männer: Fliegengewicht: 48 bis 52 kg Federgewicht: bis 57 kg Leichtgewicht: bis 60 kg Halbweltergewicht: bis 63 kg Weltergewicht: bis 69 kg Mittelgewicht: bis 75 kg Halbschwergewicht: bis 81 kg Schwergewicht: bis 91 kg Superschwergewicht: über 91 kg
2. Die 10 Gewichtsklassen für Frauen: Halbfliegengewicht: 45 bis 48 kg Fliegengewicht: bis 51 kg Bantamgewicht: bis 54 kg Federgewicht: bis 57 kg Leichtgewicht: bis 60 kg Halbweltergewicht: bis 64 kg Weltergewicht: bis 69 kg Mittelgewicht: bis 75 kg Halbschwergewicht: bis 81 kg Schwergewicht: über 81 kg
§30 Entscheidungen
Die Entscheidungen können auf neun Arten herbeigeführt werden: a) Sieg durch Niederschlag (KO) b) Sieg durch Aufgabe des Kampfes (ABD) c) Sieg durch Abbruch des Kampfes wegen Kampf- oder Verteidigungsunfähigkeit (RSC) d) Sieg durch Verletzung des Boxers (RSC-I) e) Sieg durch Punktwertung (n. P.) f) Unentschieden g) Sieg durch Disqualifikation des Boxers (DSQ) h) Sieg durch Nichtantreten (WO) i) Abbruch ohne Entscheidung (NC)
§31 Punktwertungen
1. Bei der Punktwertung werden berücksichtigt: a) Jeder Treffer, der vorschriftsmäßig landet, wird bewertet. Ein Treffer gilt als vorschriftsmäßig, wenn er mit demjenigen gepolsterten Teil des Handschuhes trifft, der bei ungeschützter Faust den ersten Ansatzgliedern der vier Finger jeder Hand oder deren Ansatz- oder Endknöchel dieser Finger entspricht. Treffer müssen gegen die vordere Hälfte von Kopf oder Körper oberhalb der Gürtellinie unbehindert mit dem Gewicht des Körpers oder der Schulter gelandet werden. b) Verwarnungen werden in der Rundenbewertung vom Punktrichter nicht beachtet. Die Verwarnung wird vom Supervisor vom Endergebnis mit einem Wertungspunkt vom Ergebnis des Verwarnten abgezogen. 30 c) Falls ein Unentschieden errechnet wurde und ein Sieger ermittelt werden muss, werden für Technik, Verteidigung, sauberes Boxen und genaues Treffen, sowie bessere Taktik am Ende des Kampfes dem besseren, geschickteren Boxer der Siegpunkt zuerkannt.
2. Es wird nach dem 10-point-must-System gewertet. a) Der Gewinner der Runde erhält 10 Punkte, der Verlierer erhält 9 Punkte oder weniger, d. h. jede Runde wird mit mindestens 10:9 für den überlegenen Boxer gewertet, ein Unentschieden in einer Runde ist nicht erlaubt. b) Die Vergabe von Punkten in einer Runde basiert auf der Anzahl der korrekten Treffer; es werden neben der reinen Anzahl der korrekten Treffer die Technik und Taktik sowie die Dominanz des Kampfes bewertet. c) Eine Runde wird gewertet mit 10:9, wenn es einen knappen Sieger gibt; 10:8, wenn der Gewinner der Runde deutlich gewann; 10:7, wenn der Gewinner die Runde deutlich dominierte.
3. Der Einsatz eines Box-Pointers (Boxcomputer) ist Standard und soll gefördert werden. Dabei ist die aktuelle Software der AIBA und/oder der EUBC zu verwenden. Wenn der Box-Pointer benutzt wird, sind folgende Bedingungen zu beachten: a) Bei dem Box-Pointer ergibt sich die Punktentscheidung aus den Informationen, die jeder Punktrichter in den Computer über eine Tastatur eingibt, in dem er die jeweiligen Knöpfe drückt. Der Boxer, der am Schluss von der Mehrheit der Punktrichter vorne gesehen wird, muss zum Sieger erklärt werden. b) Wenn ein Box-Pointer benutzt wird, dürfen zusätzlich keine Punkttabellen geführt werden. Jegliche für die Entscheidung notwendige Information wird vom Computer verzeichnet und am Ende des Kampfes automatisch ausgedruckt. Da durch die AIBA der Box-Pointer ständig optimiert wird und sich die Software entsprechend verändert, ist eine Anpassung an die aktuellen Bedingungen der AIBA als dynamischer Prozess zu betrachten. c) Bei einem Ausfall des Box-Pointers ist die Bewertung sofort mit der Punkttabelle fortzusetzen, die Anweisung wird durch den Supervisor gegeben. Das protokollarisch festgehaltene Ergebnis durch den Bediener des Box-Pointers der kombinierten Trefferwertung aus den abgeschlossenen Runden muss bei der Ermittlung der Kampfbewertung berücksichtigt werden. Wenn der Schaden behoben ist, kann der darauf folgende Kampf wieder mit dem Box-Pointer bewertet werden.
4. a) Die Anordnung der Punktrichter ergibt sich aus §1611. Wenn drei Punktrichter amtieren, so sitzt Punktrichter 1 links vom Supervisor, Punktrichter 2 sitzt ihm gegenüber, und Punktrichter 3 sitzt rechts vom Supervisor. b) Wenn bei Turnieren oder Meisterschaften, wo zwingend ein Sieger ermittelt werden muss, ein Kampfrichter nach Punkten ein Unentschieden gewertet hat, so wird dieser nach dem Kampf vom Supervisor aufgefordert, sich für eine der beiden Ecken zu entscheiden.
Die Wettkämpfer tragen bei Meisterschaften ein Trikot in der Farbe ihrer Ringecke, rot oder blau. Die Boxhandschuhe, die über Zulassungsmarke verfügen, stellt der Veranstalter in diesen Farben. Wettkampfhandschuhe sind aus Rindsleder gefertigt, Trainingshandschuhe aus PU-Kunstleder. Je nach Alters- / Gewichtsklasse wird mit 10 oder 12 oz (Unzen) geboxt.
Dieser Index stellt die Stärke der Dämpfung dar. Die heutigen Handschuhe werden geklettet, nicht mehr geschnürt und getaped. Zu den Bandagen kann zusätzlich Tape für die Hände verwendet werden.
Frauen und die Jugendklassen tragen Wettkampfkopfschutz. Weiterhin sind Mundschutz und Tiefschutz (Männer) bzw. Brustschutz (Frauen) vorgeschrieben.
Der Boxer darf keine Verletzungen etc. aufweisen, wenn er in den Ring geht.

## Technik, Taktik, Schläge, Ablauf
Das olympische Boxen ist eine Kampfsportart, in der die beiden Kontrahenten, Wettkämpfer nach Leistungs- / Gewichts- / Altersklasse zu einem Kampf angesetzt werden. Für den Wettkampf ist ein gültiger Startausweis, Jahresmarke und eine ärztliche Untersuchung Bedingung. Vor dem Kampf wird der Boxer gewogen und stellt sich dem Ringarzt vor.
Je nach Alter, Leistung geht der Kampf über 3 × 1, 3 × 2, 3 × 3 Minuten. Den Anweisungen des Kampfrichters ist Folge zu leisten. Das Kampfgericht entscheidet über Sieg oder Niederlage (Unentschieden). Das olympische Boxen ist eine harte, aber faire Sportart. Um als Amateurboxer kämpfen zu dürfen, bedarf es eines Aufbautrainings von ca. 6–12 Monaten.
In einem Boxverein lernt der Athlet Technik, Taktik, Strategie, Angriff und Verteidigung. Um Amateurboxer zu werden, muss man Disziplin, Härte, Willen mitbringen und bereit sein, regelmäßig zu trainieren. Der Amateurboxer heute ist sehr beweglich im Ring, hat gute Kondition, Schnellkraft und Explosivität. Je nach Distanz setzt er verschiedene Schläge ein.
Das sind Geraden und Haken. Er muss verteidigen und einstecken können. Im modernen olympischen Boxen werden in erster Linie die klaren Treffer gepunktet, d. h. der Boxer muss viele Hände bringen, aktiv sein.
Es gibt unterschiedliche Boxertypen, z. B. aktive und defensive. Einige Boxer bevorzugen je nach Körperbau, Reichweite, Schnelligkeit die Lange Distanz andere die Halbdistanz und die Nahdistanz. Die Distanzen sind nach der Entfernung der beiden Boxer zueinander bestimmt. In der Ausbildung gibt es die Arbeitsbegriffe
Wirkungsboxer, Manöverboxer, Tempoboxer, Konterboxer (Boxer 1, Boxer 2)
Der Universal-Boxer, der in der Lage ist, in allen Distanzen erfolgreich zu agieren, hat sich nicht behauptet.
Der Boxer entwickelt vielmehr auf Grundlage seiner körperlichen Konstitution, Größe, Reichweite, Schnelligkeit einen ganz persönlichen Stil, der dann später, ab dem 30. Kampf etwa, auch nur noch schwerlich zu beeinflussen ist. Der Boxer boxt dann automatisch je nach Situation im Kampfgeschehen. Dadurch, reflexartig, kommen die Schläge in hohem Tempo ohne darüber nachzudenken. Somit muss ein Athlet im olympischen Boxen auch immer eine starke Führung und seine Fähigkeiten jederzeit unter Kontrolle haben.

## Ausbildung
Der junge Athlet meldet sich bei einem den Landesverbänden und somit dem DBV e.V angeschlossenen Verein an. Diesen findet er in jedem Bundesland. Er macht dort dann eine Grundausbildung und Boxschule durch, ca. 3–6 Monate. Dann kann er durch Sichtung seiner Leistung, z. B. beim Sparring im Gespräch mit seinem Trainer abklären, ob und wann ein erster Kampf für ihn geplant ist. Der junge Boxer erlernt das olympische Boxen genau so, wie es die Boxer bei den Olympischen Spielen dann im Ring präsentieren. Es gelten die gleichen Regeln. Somit kann ein Boxer in jedem Land der Erde diese Sportart durchführen.

## Ausrüstung
Der angehende Amateurboxer im olympischen Boxen benötigt einen Mundschutz, Kopfschutz, Sparringshandschuhe, Bandagen, Tiefschutz (Männer) bzw. Brustschutz (Frauen), Sportbekleidung und Hallenschuhe. Später kommen ein paar Dinge dazu, z. B. Boxstiefel. In der Regel stellt der Verein Handschuhe zum Training und ein Trikot für den Wettkampf. Die Kosten zum Start halten sich in Grenzen.

## Der Weg als Amateurboxer
Der junge Boxer absolviert die Boxschule und lernt die Wettkampfbestimmungen. Dann macht er lokal, regional seine ersten Kämpfe. Nach einer vorgegebenen Anzahl von Siegen kann er vom C Amateur zum B und A Boxer werden. Er wird bei guter Leistung an Meisterschaften teilnehmen und kann Kaderboxer des DBV e.V. werden. Die größte nationale Veranstaltung sind die Deutschen Meisterschaften. Der Amateurboxer kann vom 10. Geburtstag bis zum Ende des Jahres, in dem er 40 Jahre alt wurde, Wettkämpfe austragen.
Ab dem 8. Geburtstag, aber auch mit über 40 Jahren gibt es die Möglichkeit gemäß §39 als Sportboxer im Bereich Breitensport zu kämpfen. Als Boxer sollte man Vorbild sein.

## Voraussetzungen
Psychische und physische Gesundheit. Mit Eintritt in einen Verein muss die Boxtauglichkeit bestätigt werden. Der junge Amateurboxer muss über einen starken Willen verfügen und in der Lage sein, anfänglich sehr viele Treffer wegzustecken. Er muss lernen, immer wieder aufzustehen und weiterzumachen. Das olympische Boxen ist eine Leistungs- und Spitzensportart. Zum Amateurboxen gehört ein gutes Auge, Koordination, Kondition, Schnell- und Explosivkraft.

## Boxschule
In der Boxschule erlernt der junge Athlet vorerst die Beinarbeit. Sie ist Grundlage des Amateurboxens. Darauf bauen die verschiedenen Schläge und Verteidigungstechniken auf. Heute ist das Federgleiten die erwünschte Schrittform im olympischen Boxen. Durch zahlreiche Übungen, Liegestütz, Kniebeugen, Crunches, Seil, Gerätearbeit, Pratzenarbeit, Sparring wird der Boxer zur Leistungsbereitschaft erzogen, koordinative und kognitive Fähigkeiten werden geschult, die Kondition aufgebaut. Die Schläge und das Schnellkrafttraining folgen. In Zusammenarbeit mit dem Trainer entwickelt sich sichtbar der erste Erfolg. Der Boxer bewegt sich bereits gut im Ring, verteidigt sich und startet selbst immer wieder explosive Angriffe. Nach ca. 30 Trainingseinheiten gibt es da erste gute Ansätze. Nach ca. 70 Trainingseinheiten (6 Monate) ist ein erster Kampf möglich.

## Weiterer Aufbau
Der Amateurboxer wird auf Grundlage der Trainingsplanung weiter technisch-taktisch und strategisch-taktisch ausgebildet. Das Kämpfen in den verschiedenen Distanzen, die Übergänge, das Blocken, Ausweichen, Meiden wird verbessert. Dazu kommt die Arbeit an Standardsituationen, Verhalten im Ring, Wettkampfbestimmungen u. v. m. Insbesondere Schnellkraft und Ausdauer werden trainiert, Sidesteps sowie Rein- und Rausgehen. Man spricht von einer Vervollkommnung der Fähigkeiten.

## Zusammenfassung
Das olympische Boxen ist eine ästhetisch schöne, schnelle, harte Sportart, die alle Muskelpartien fordert und eine entsprechende Kondition verlangt. Die Kosten sind eher gering, das Training erfordert hohe Disziplin. Als fertigen Boxer bezeichnet man Athleten mit etwa 30 Kämpfen. Hier hat sich ein individueller Kampfstil entwickelt. Heutige Amateurboxer absolvieren in ihrer Laufbahn ca. 60–150 Kämpfe, wenn sie von Jugend an dabei bleiben. Da wir heute nicht mehr in jeder größeren Stadt einen Boxverein finden, ist das olympische Boxen eher eine Randsportart geworden. Die Verbände sind um den Schutz ihrer Boxer/-innen sehr besorgt. Eine umfangreiche Regelordnung sorgt dafür. Nach Ansicht zahlreicher Ärzte gehört das Amateurboxen nicht zu den gefährlichen Sportarten, wenn die Bestimmungen eingehalten werden. Ehemalige Amateurboxer sind in der Regel bis ins hohe Alter fit und hart im Nehmen. Boxer im olympischen Boxen starten unter der Flagge ihres Landes und entsprechend großem Talent bei Europa-/Weltmeisterschaften und den Olympischen Spielen (olympisches Boxturnier). Eine solche Teilnahme beinhaltet eine ca. zehn- bis zwölfjährige Aufbauzeit.